# Stive Vermaut
Stive Vermaut, nacido el 22 de octubre de 1975 en Ostende y fallecido el 30 de junio de 2004, fue un ciclista belga, que fue profesional de 1997 a 2002.
Sufrió problemas cardíacos al comienzo de la temporada 2002 y se vio obligado a parar las competiciones. Los exámenes médicos revelaron que padecía taquiarritmia y que la parte derecha de su corazón estaba sobredesarrollada. Tras una opinión negativa del médico del equipo, dejó el equipo Lotto. Sin embargo se le declaró apto para correr en julio por otro especialista. Se unió al equipo Collstrop-Palmans en agosto. Sin embargo, tuvo que terminar su carrera como corredor al final de la temporada, teniendo nuevos problemas.
En junio de 2004, Stive Vermaut fue llevado inconsciente al hospital de Roeselare después de un ataque al corazón. Murió pocos días después debido a una hemorragia cerebral causada después de ese ataque.

## Palmarés
1996
- De Drie Zustersteden

1997
- 1 etapa de la Vuelta a Lérida

1999
- 1 etapa del Circuit des Mines

## Resultados en las grandes vueltas
| Carrera         | 1997 | 1998 | 1999 | 2000 | 2001 | 2002 |
| --------------- | ---- | ---- | ---- | ---- | ---- | ---- |
| Giro de Italia  | -    | -    | -    | -    | -    | -    |
| Tour de Francia | -    | -    | -    | -    | 36º  | -    |
| Vuelta a España | -    | -    | -    | -    | -    | -    |
| Mundial en Ruta | -    | -    | -    | -    | -    | -    |

-: no participa

Ab.: abandono

F.c.: descalificado por "fuera de control"